# Panchala elizabethae
Panchala elizabethae är en fjärilsart som beskrevs av John Nevill Eliot 1959. Panchala elizabethae ingår i släktet Panchala och familjen juvelvingar. Inga underarter finns listade i Catalogue of Life.